# جنگل‌های مخروطی کوهستانی شرق افغانستان

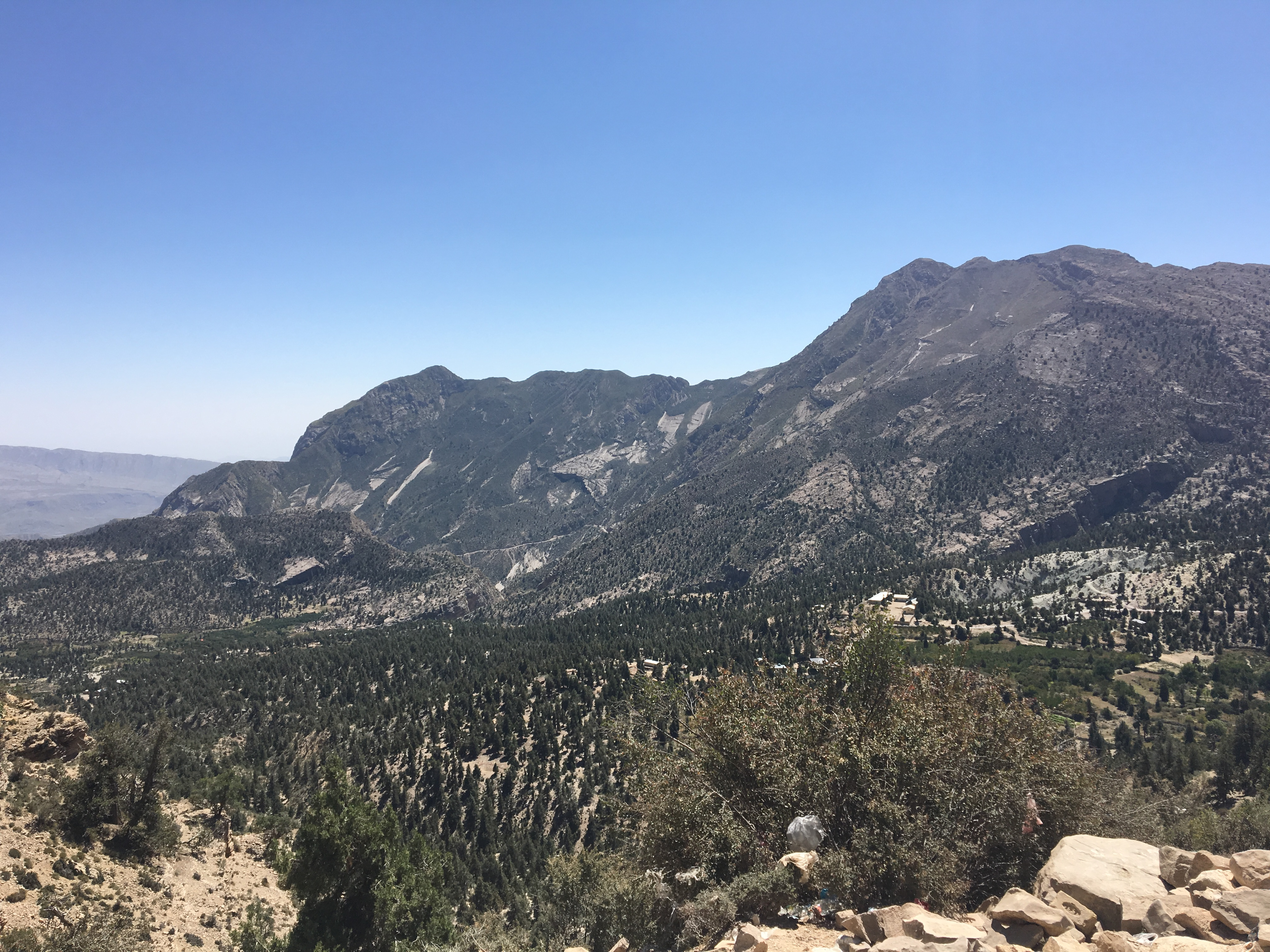
دره زیارت، بلوچستان، پاکستان، در بخش جنوبی

جنگل‌های مخروطیان کوهستانی شرق افغانستان (انگلیسی: East Afghan montane conifer forests) مجموعه‌ای از جنگل‌های مخروطی غیر‌مرتبط را در امتداد مرز بین افغانستان و پاکستان در ارتفاعات ۲۰۰۰ متری (۶۶۰۰ فوت) تا ۳۴۰۰ متری (۱۱۲۰۰ فوت) از سطح دریا پوشش می‌دهد.

## موقعیت
شمالی‌ترین بخش که در لبه جنوبی کوه‌های هندوکش در ولایت نورستان در حدود ۶۰ کیلومتری شمال جلال‌آباد قرار دارد. این منطقه از شمال و جنوب به منطقه بوم‌گردی کوهستانی هندوکش و از غرب و شرق به درختزارهای خشک بلوچستان محدود می‌شود. ناحیه میانی در ولایت پکتیا در جنوب کابل متمرکز است. کوه‌های شرق دره گردیز را می‌پوشاند. بخش جنوبی این بوم منطقه در کوه‌های بالای کویته و کوچلاک در پاکستان است. 
خاک در ناحیه شمالی شن و مواد آلی روی یک لایه رسی است. در جنوب، لایه سنگ آهک است. 

## اقلیم
آب و هوای منطقه بوم‌گردی، آب و هوای قاره‌ای مرطوب، تابستان گرم است (سامانه طبقه‌بندی اقلیمی کوپن (Dfb)). این آب و هوا با اختلاف دمای زیاد فصلی و تابستان گرم (حداقل چهار ماه با میانگین بالای ۱۰ درجه سانتیگراد (۵۰ درجه فارنهایت) مشخص می‌شود، اما هیچ ماهی به طور میانگین بیش از ۲۲ درجه سانتیگراد (۷۲ درجه فارنهایت) نیست. میانگین بارندگی در منطقه بومیان ۲۰۰-۴۰۰ میلی متر در سال است.

## گیاهان و جانوران

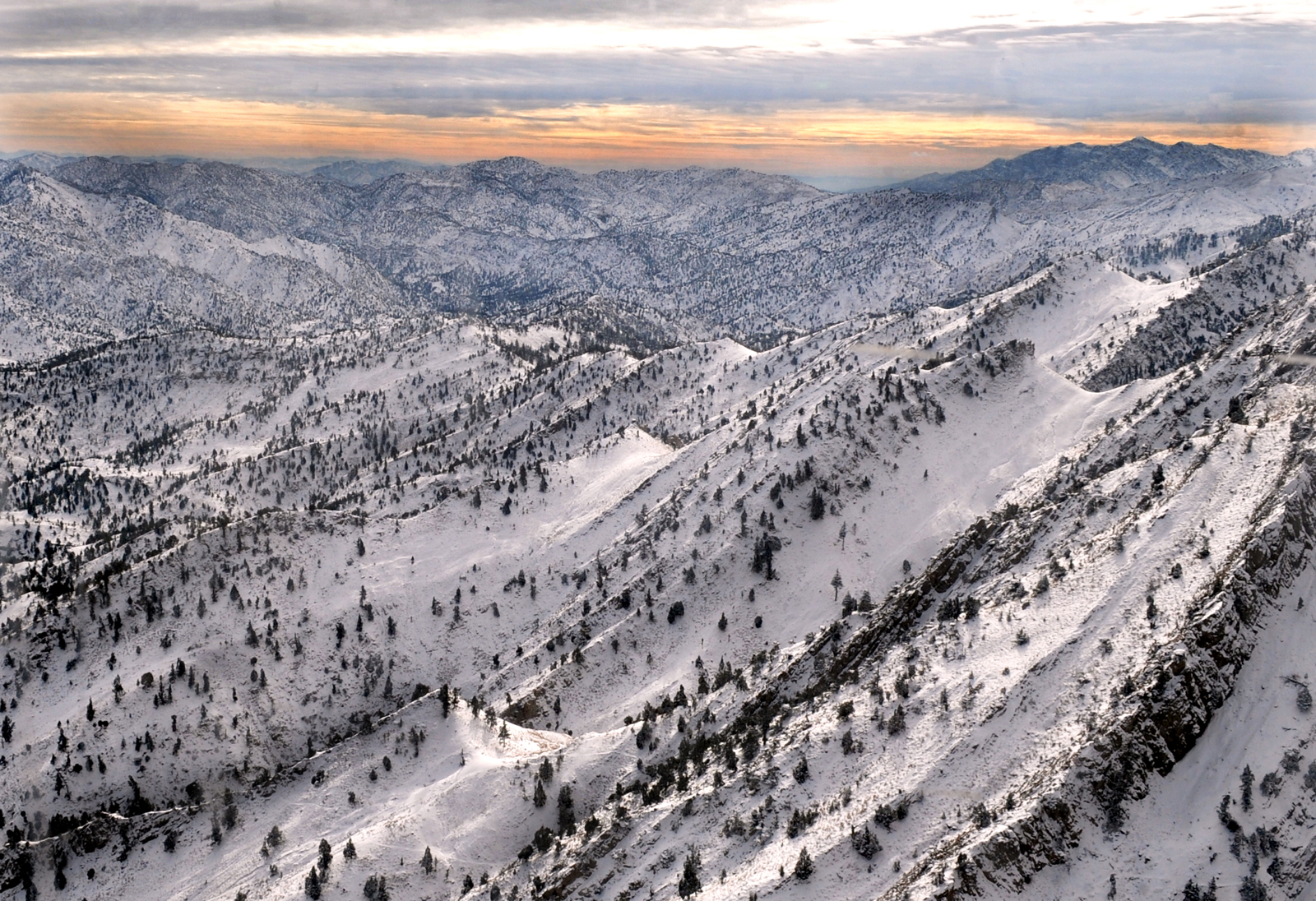
جنگل‌های مخروطیان کوهستانی شرق افغانستان

تنها حدود ۴۰ درصد از بوم‌ناحیه از پوشش گیاهی، عموماً بوته‌ها، پوشش علفی و جنگل‌های باز پوشیده شده است. نوع جنگل بسته به ارتفاع منطقه دارد. از ارتفاع ۲۱۰۰ تا ۲۵۰۰ متری جنگل با کاج چلغوزه، بلوط هالی، گونه‌های خانواده راشیان و سدر پوشیده است.
از ارتفاع ۲۵۰۰ تا ۳۱۰۰ متری باران‌های موسمی جمع می‌شود و درختان برگریز بیشتری در میان درختان سوزنی برگ یافت می‌شود. این جنگل متراکم شامل کاج نوئل موریندا، کاج زیبا، کوئرکوس سمکارفولیا (Quercus semecarpifolia) و سدر مقدس است. بالای ۳۱۰۰ متر، جنگل به ارس (سرده) یا سرو کوهی تغییر می‌کند.
دریاچه‌های بخش‌های شمالی از طیف گسترده‌ای از پرندگان مهاجر و مولد، از جمله گونه‌های مختلف ریل (کوچک، کوت)، چنگر نوک‌سرخ، کشیم گردن‌سیاه و غیره حفاظت می‌کنند.